# 家庭学习
家庭学习，相对于学生在学校的学习而言，一方面是指地点，即在儿童放学之后，回到家中所进行的家庭作业的完成、课外阅读，以及通过其他方式收集相关资料的学习活动。另一方面，家庭学习的指导者主要是指家长，特别是父母对儿童学习的指导和督促。